# سیارک ۲۱۷۲۹
سیارک ۲۱۷۲۹ (به انگلیسی: 21729 Kimrichards، نامگذاری:1999RE137) بیست و یک هزار و هفتصد و بیست و نهمین سیارک کشف شده‌است که در ۹ سپتامبر ۱۹۹۹ کشف شد.
قدر مطلق سیارک برابر ۱۰.۷ است.